# Château d'Aurignac
Pour les articles homonymes, voir Aurignac (homonymie).
Le château d'Aurignac est un château fort située à Aurignac, en Haute-Garonne (France) en région Occitanie.

## Historique
Le château d'Aurignac fut érigé au XIIIe siècle dans les années 1230 par le comte de Comminges Bernard V.
Les ruines sont inscrites au titre des monuments historiques par arrêté du 28 mai 1979.